# Olle Nymans ateljéer och konstnärshem

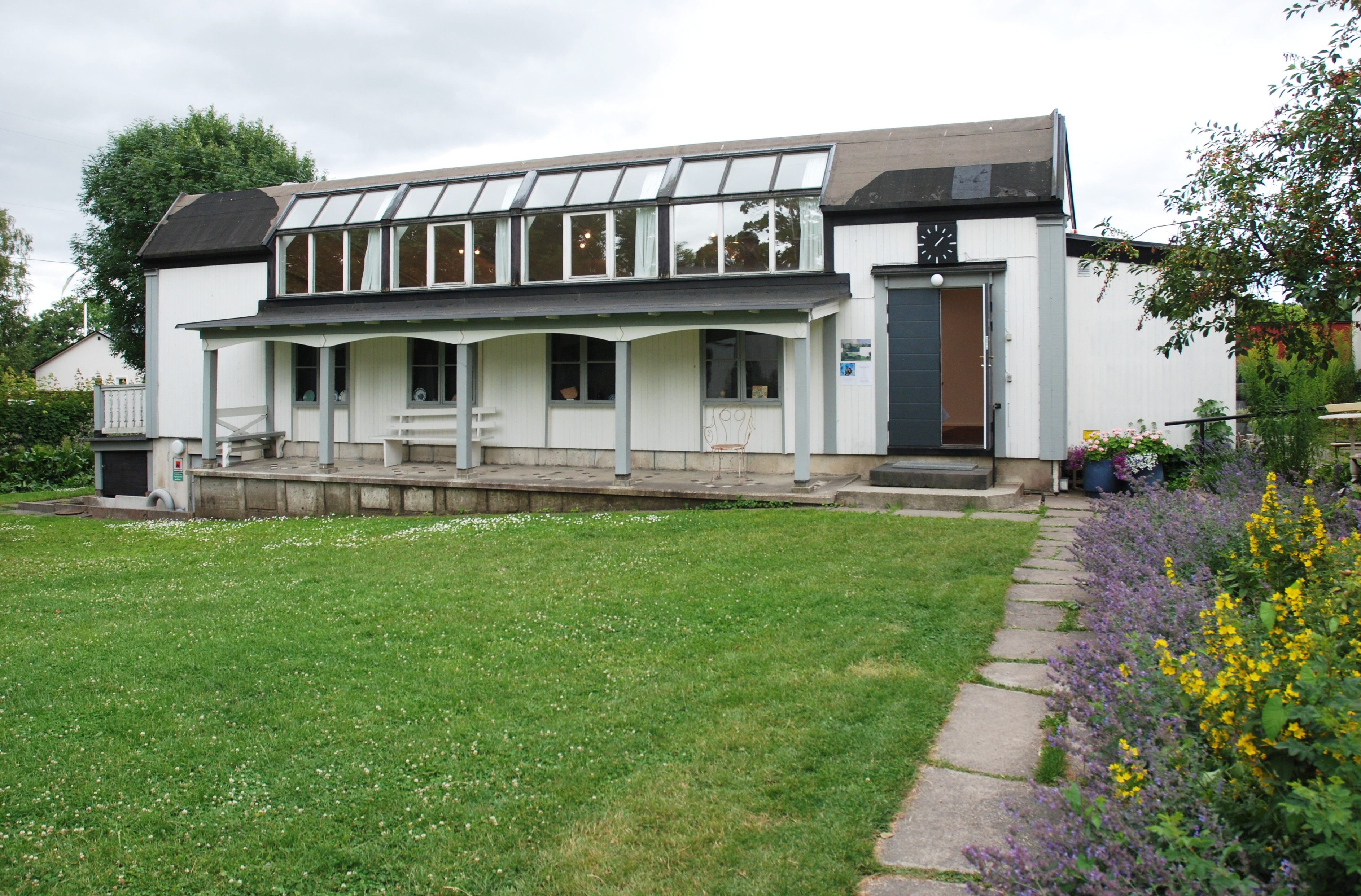
Nya ateljén, 2011.

Olle Nymans ateljéer och konstnärshem är ett konstnärsmuseum över Olle Nyman belägen i Duvnäs övre gård vid Strandpromenaden 61 i Saltsjö-Duvnäs, Nacka kommun.

## Beskrivning

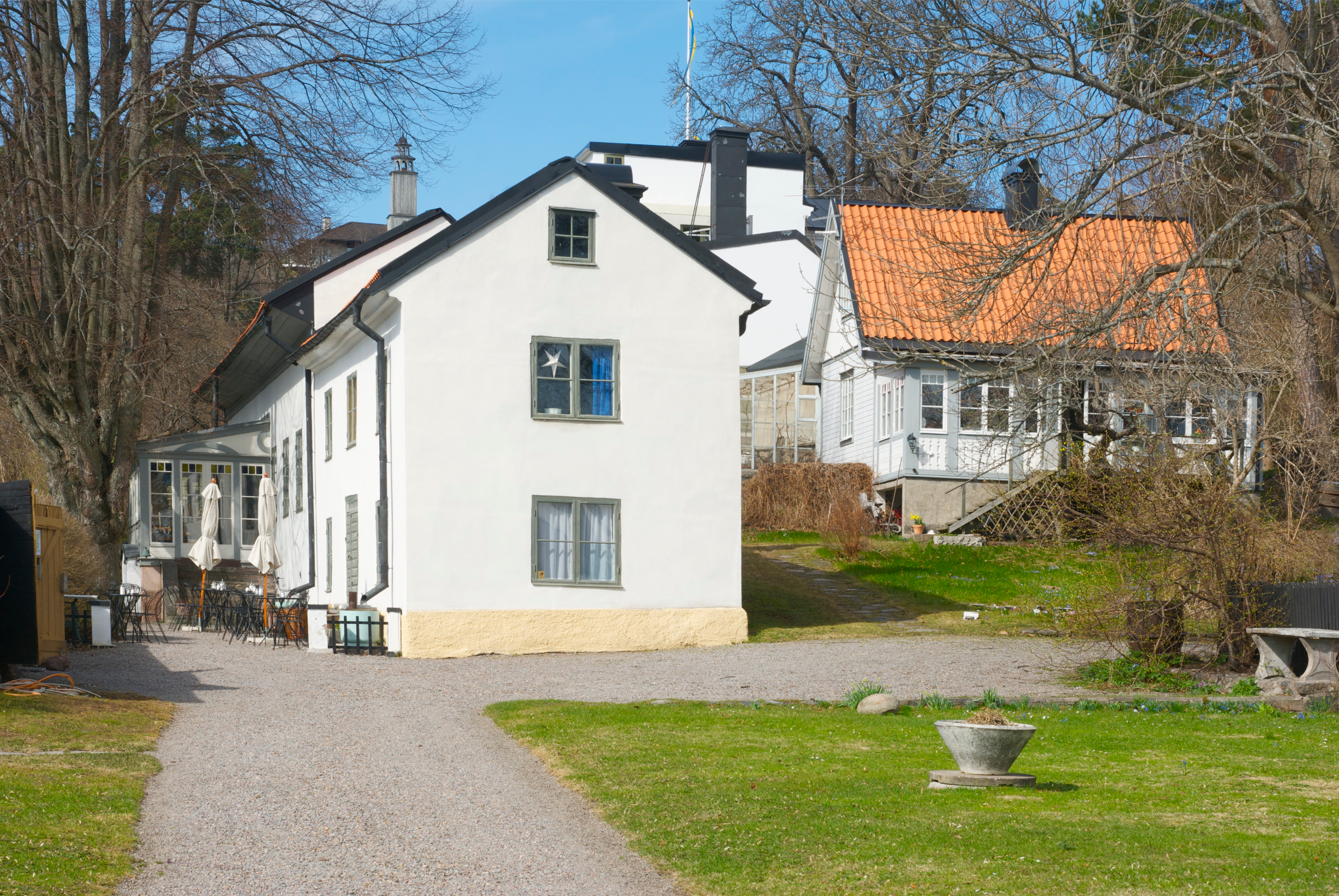
Bostadshuset, nu museum.

Olle Nymans ateljéer och konstnärshem var Olle Nyman och hans syster Kajsas hem och ateljé. Olle var målare och skulptör medan Kajsa verkade som modist. Båda uppväxte här. Duvnäs gård och dess byggnader inköptes 1863 av Olle Nymans morfar, disponenten på Gustafsbergs Fabriker Robert Herman Küsel.
Olles och Kajsas far, Hilding Nyman, var också konstnär och god vän med August Strindberg, Carl Larsson, Anders Zorn och Albert Engström. Alla har många gånger besökt gården. På den tiden fanns här flera hus, stallar, växthus och orangeri delvis från 1700-talet.
Olle Nyman avled 1999 och Kajsa 2001. De hade redan innan dess bestämt att trädgården, husen och ateljén på Övre Duvnäs skulle bevaras som en stiftelse. Sedan 2007 är bostadshuset samt gamla och nya ateljéerna museum och konsthall. Gamla ateljén på cirka 80 m² uppfördes 1973 efter ritningar av arkitekt var Nils Tesch. Nya ateljén på cirka 90 m² tillkom 1987, direkt öster om den gamla. I den gamla ateljén visas främst Olle Nymans egna verk, medan den nya är plats för temporära utställningar. Under nya ateljén ligger ett skyddsrum vilket i fredstid används som konstarkiv. I byggnaden som tidigare inrymde Olles skulpturverkstad finns idag restaurang och café.
Museet och byggnader förvaltas av Syskonen Kajsa och Olle Nymans Kulturstiftelse, Saltsjö-Duvnäs. Dess syfte är bland annat ”att bevara och göra tillgängligt för såväl vetenskaplig forskning som allmänhet den totala kulturmiljö, som utgörs av byggnadsbestånd, yttre anläggningar, inventarier och konst inom fastigheterna Sicklaön 336:59 och Sicklaön 336:17 i Nacka kommun”.

## Bilder

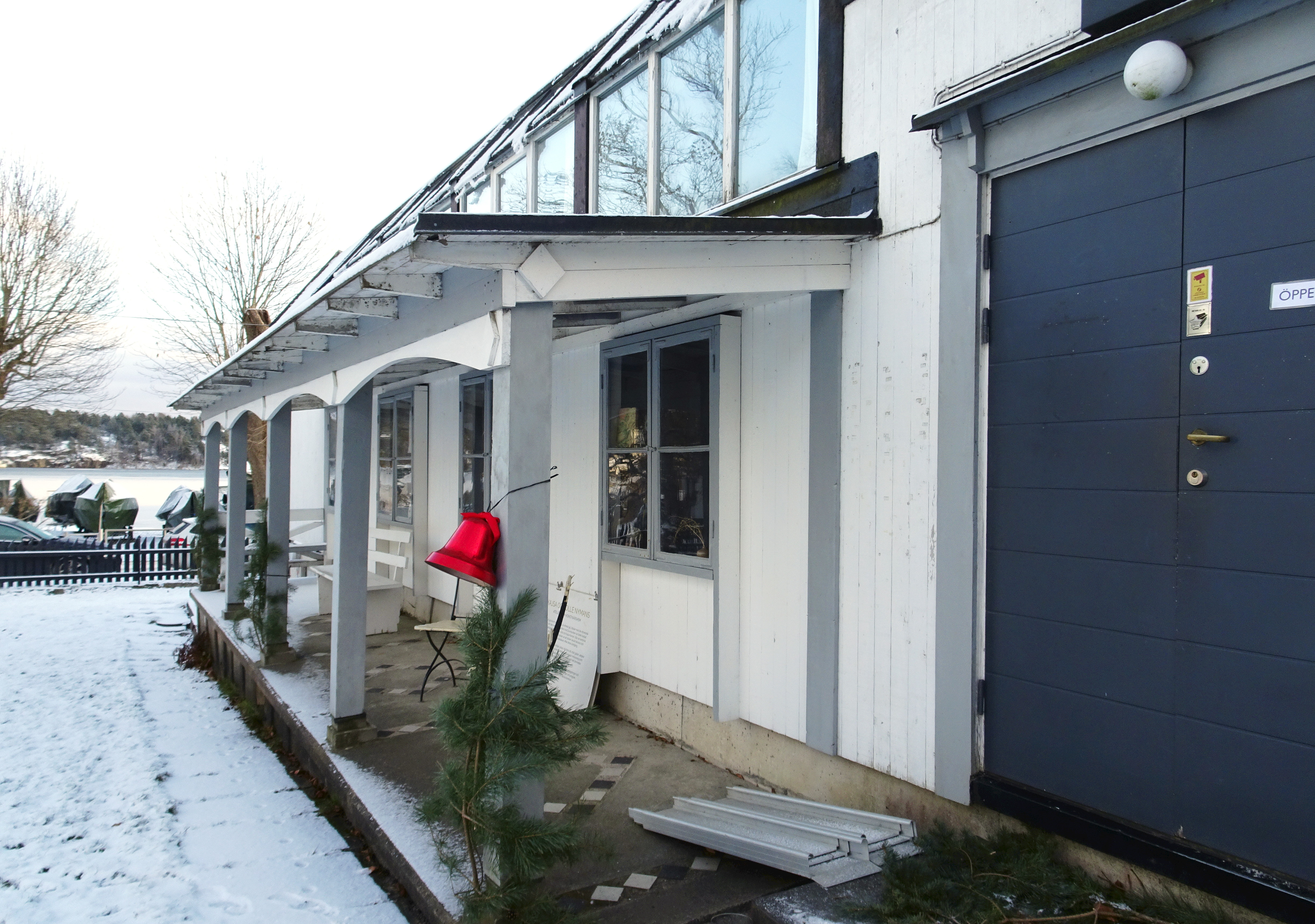
Nya ateljén, entréfasad.
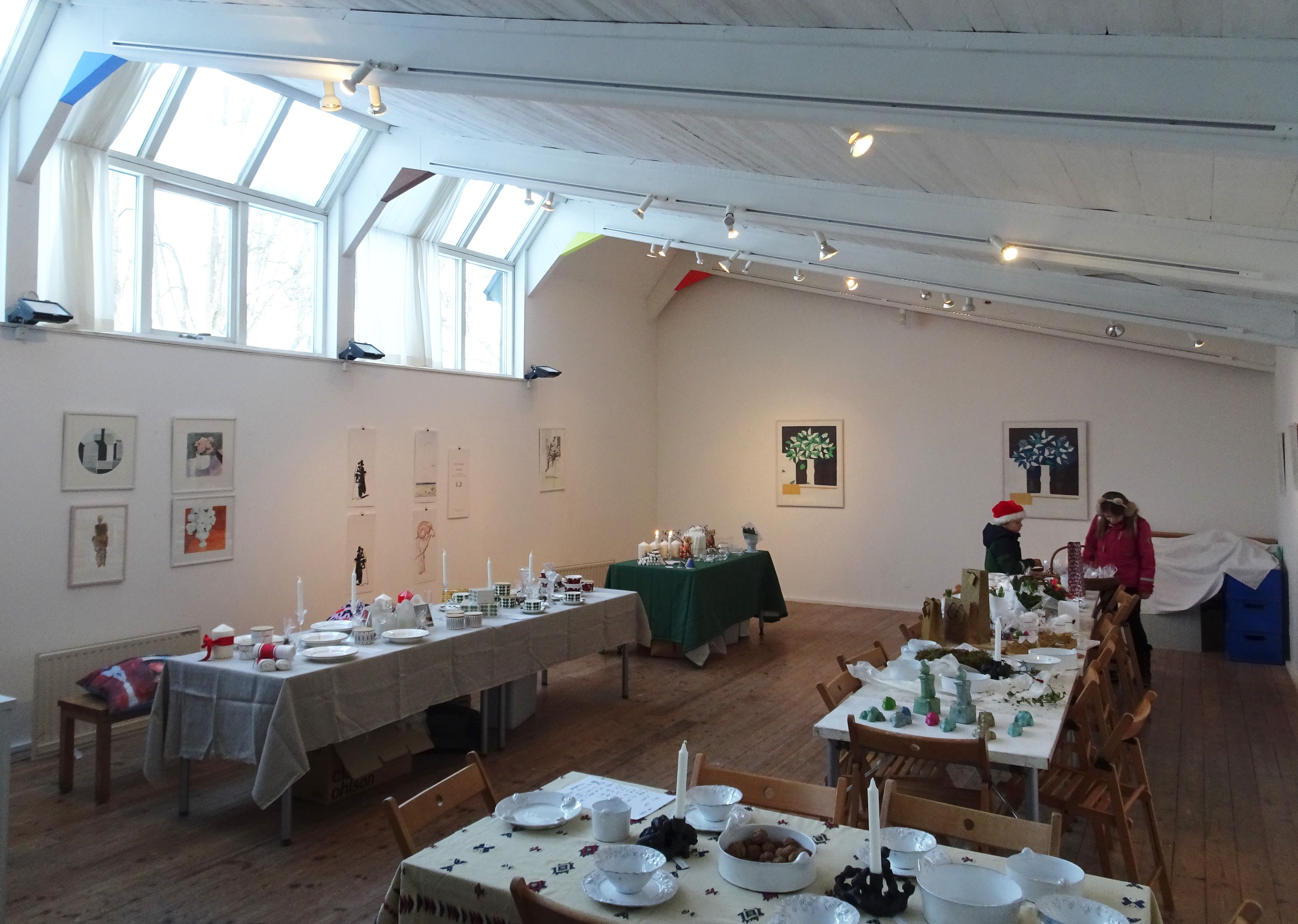
Nya ateljén, interiör.
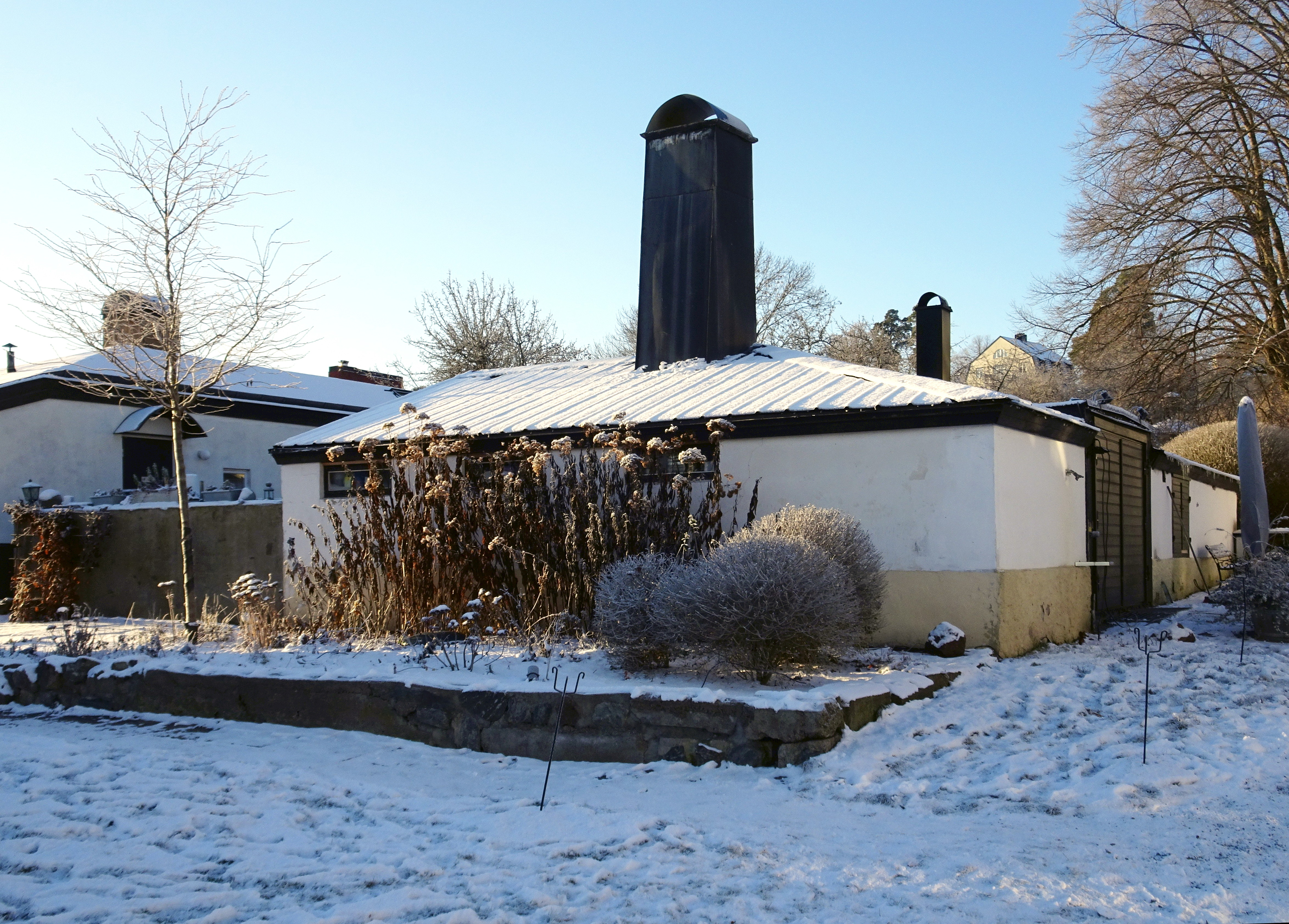
Före detta skulpturverkstaden idag restaurang.
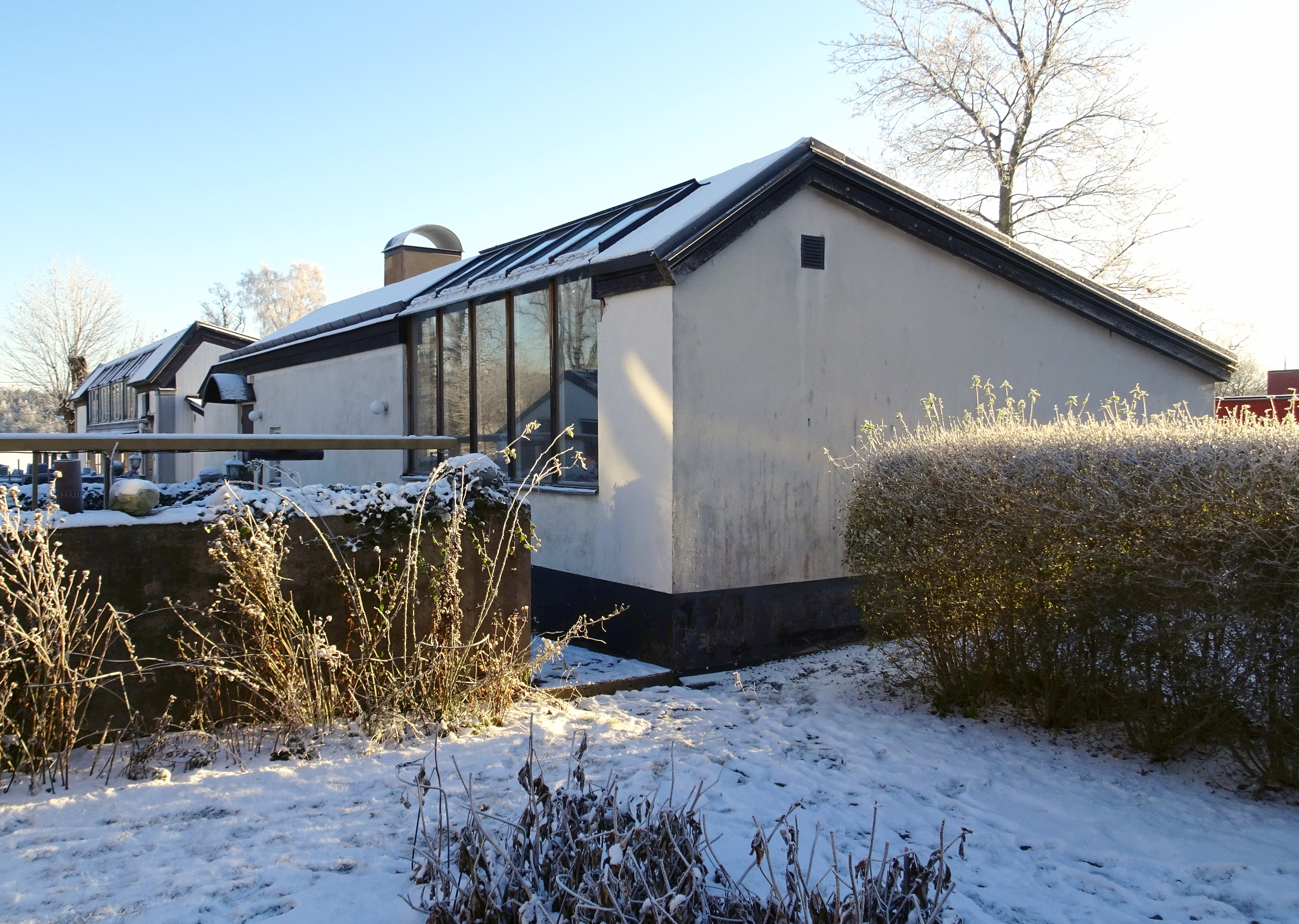
Gamla ateljén med nya ateljén i bakgrunden.
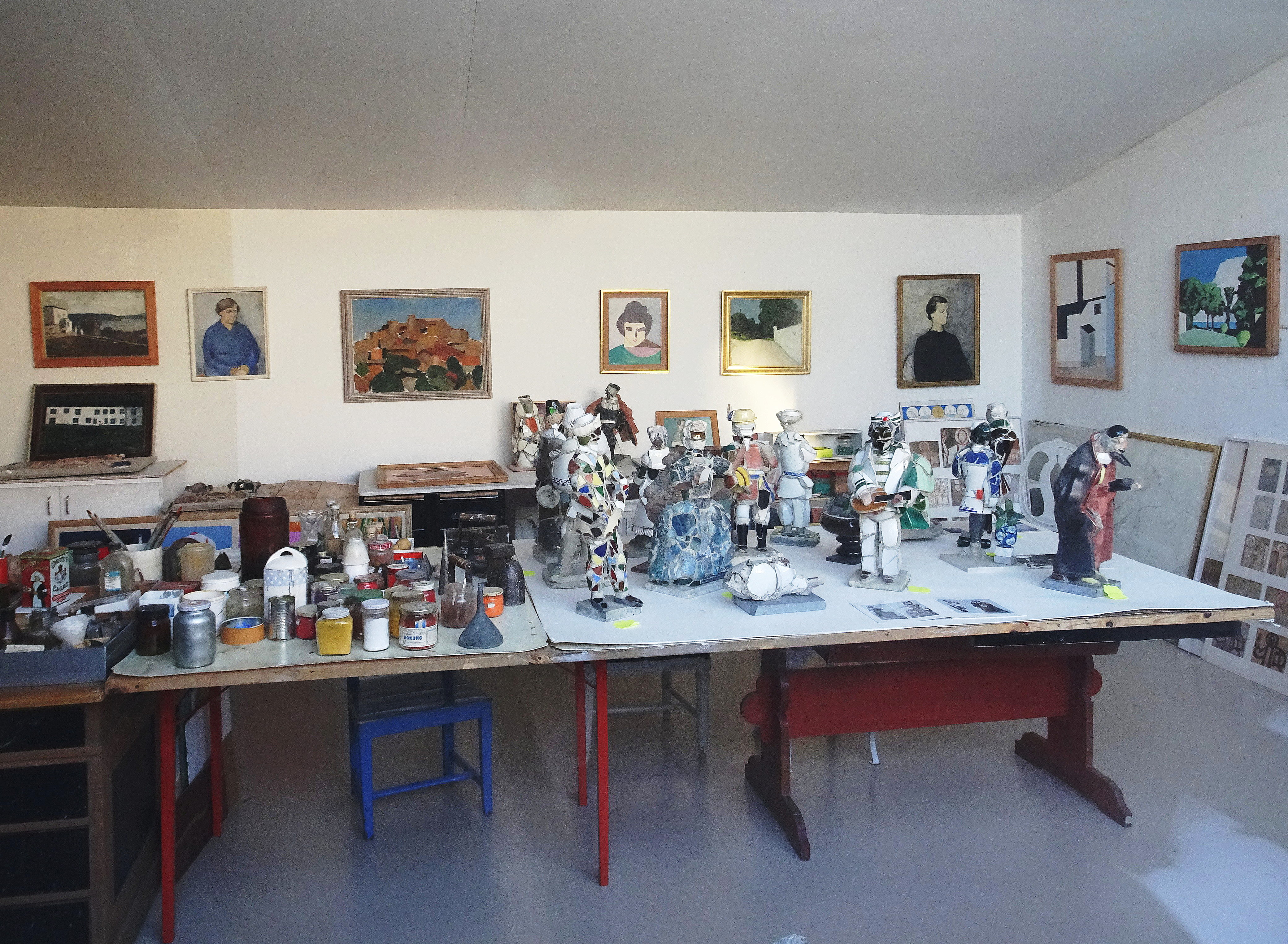
Gamla ateljén, interiör.